# Christian Kum
Christian Kum est un footballeur néerlandais né le 13 septembre 1985 à Francfort-sur-le-Main (Allemagne).

## Palmarès
Néant